# Reichenbach (Gera)
Reichenbach bildet zusammen mit Großaga, Kleinaga, Lessen und Seligenstädt den 16,38 km² großen Ortsteil Aga der Stadt Gera in Thüringen mit insgesamt 1734 Einwohnern (Stand 31. Dezember 2011).

## Geographie
Reichenbach ist im Norden der Stadt Gera gelegen.

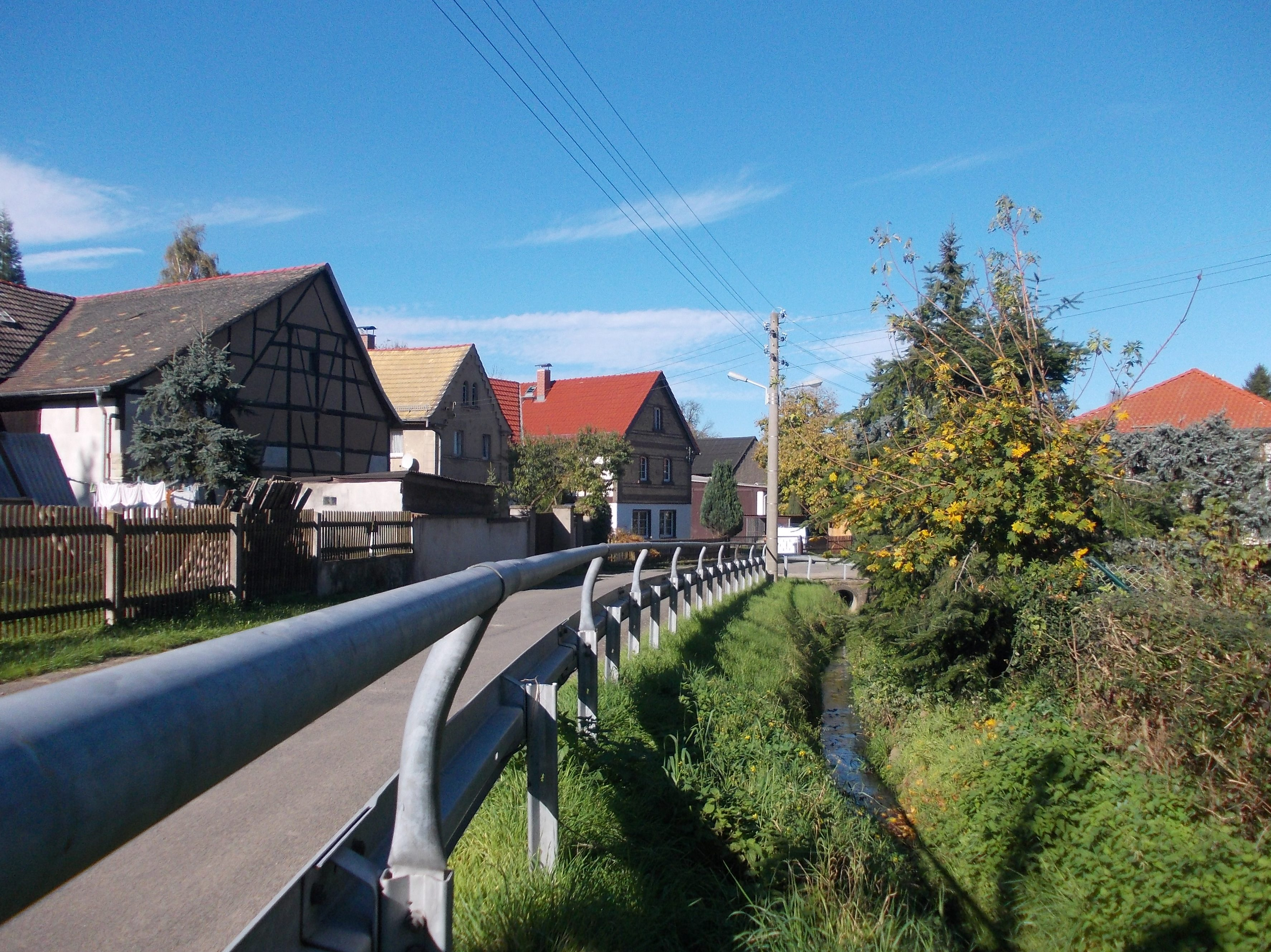
Die Aga in Reichenbach

## Geschichte
Der Ort ist eine deutsche Siedlung, urkundlich erstmals am 23. Mai 1364 in einer Urkunde über die Verpfändung des Hauses Langenberg als Richenbach erwähnt. Der Name leitet sich ab von den in der Gemarkung zahlreich vorhandenen Wasserläufen. Er gehörte früher zur Herrschaft Reuß jüngerer Linie. Traditionell war Großaga Pfarr- und Schulort.
Das im Ort befindliche Gut hat eine wechselvolle Geschichte, zeitweilige Besitzer waren u. a. die Ritter von Etzdorff auf Großaga. Historisch interessant ist der am Abzweig nach Großaga gelegene einstige Gasthof Zum goldenen Kranich: Auf Geheiß des damaligen Landesherrn Heinrich XXX. ab 1751 erbaut, diente er als Zollstelle an der für damalige Verhältnisse stark frequentierten Handelsstraße von Gera nach Leipzig. Bis dahin war Nutznießer des Zollrechts der Altenburgische Gasthof in Wachholderbaum. Im Volksmund heißt die ehemalige Zollstelle Zum Goldenen Kranich auch der Trotz.
Am 1. Juli 1950 wurde Reichenbach in die neue Gemeinde Aga eingegliedert.

## Politik
Aga (Großaga, Kleinaga, Lessen, Reichenbach und Seligenstädt) wurde am 1. April 1994 in die Stadt Gera eingemeindet. Seitdem bilden die Orte zusammen den Ortsteil Aga der Stadt Gera mit eigener Ortschaftsverfassung und Ortsteilrat (bis II/2009 Ortschaftsrat). Ortsteilbürgermeister ist seit 1994 Bernd Müller (CDU).

## Entwicklung der Einwohnerzahl
| Jahr      | 1827 | 1864 | 1939 | 2002 | 2009 |
| Einwohner | 76   | 116  | 83   | 120  | 109  |

## Verkehr
Der Ort ist nördlich der Bundesautobahn 4 gelegen und über die nahegelegene Bundesstraße 2 zu erreichen.
Im ÖPNV ist Reichenbach über die Ringlinien 228 und 229 der RVG Regionalverkehr Gera/Land im ungefähren Halbstundentakt an Gera angebunden. Nächstgelegener Bahnhof ist Gera-Langenberg.

## Kultur
Auf dem Trotz (ehemaliger Gasthof Zum Goldenen Kranich) finden Veranstaltungen zur Pflege ländlichen Brauchtums, Schauvorführungen alter landwirtschaftlicher Tätigkeiten sowie historische Traktortreffen statt.